# Der menschliche Faktor (Graham Greene)
Der menschliche Faktor (englischer Originaltitel The Human Factor) ist der Titel eines 1978 publizierten Romans des britischen Schriftstellers Graham Greene. Erzählt wird die Geschichte des Doppelagenten Maurice Castle, der sich bei einem Einsatz in Südafrika in die Afrikanerin Sarah verliebt, dadurch in Konflikt mit der Apartheidspolitik gerät und Informationen an den sowjetischen Geheimdienst weitergibt. Thematisiert wird an diesem Beispiel der Widerspruch zwischen Realpolitik und Ethik und die Instrumentalisierung und Manipulation der Menschen durch den Geheimdienstmachtapparat. Die erste deutsche Übersetzung von Luise Wasserthal-Zuccari und Hans W. Polak erschien 1978, die zweite von Edith Walter 2003.

## Inhalt
Überblick 
Der britische Agent Maurice Castle verliebt sich bei einem Einsatz in Südafrika in die Afrikanerin Sarah und gerät in Konflikt mit der Apartheidspolitik. Mit Hilfe ihrer kommunistischen Genossen gelangt Sarah illegal über die Grenze und entgeht dadurch der Verhaftung. Castle bringt sie nach London und heiratet sie. Als Gegenleistung für die Fluchthilfe und aus seiner Kritik an der Kooperation Großbritanniens und der USA mit dem Regime in Südafrika gibt er, ohne die Ideologie zu übernehmen, Informationen an den sowjetischen Geheimdienst weiter. Als die britische Spionageabwehr nach sieben Jahren auf die undichte Stelle aufmerksam wird, gerät Castles Abteilung in Verdacht. Er muss mit seiner Enttarnung rechnen und setzt sich nach Moskau ab. Zurück lässt er seine Frau Sarah und ihren Sohn.
Vorgeschichte
Maurice Castle, Sohn eines Landarztes, studierte Geschichte in Oxford und wurde mit ca. 20 Jahren Mitarbeiter des britischen Auslandsgeheimdienstes (MI 6). Während des Zweiten Weltkriegs spionierte er in Lissabon. In dieser Zeit kam seine Frau Mary bei einem Bombenangriff in London ums Leben. Darauf ging er nach Südafrika und sammelte drei Jahre lang als Agent der englischen Spionageorganisation „Secret Intelligence Service“ in der Provinz Transvaal Informationen. Offiziell arbeitete er an einer soziologischen Studie über die Apartheidspolitik und suchte Kontakte mit kommunistischen Untergrundorganisationen. Dabei lernte er den schwarzen Rechtsanwalt Carson und die an der Afrikanischen Universität in Transvaal studierende Sarah MaNkosi kennen und befreundete sich mit ihnen. Maurice und Sarah verliebten sich ineinander und nach 6 Monaten wurde ihre nach dem Gesetz unerlaubte Beziehung vom südafrikanischen Geheimdienst entdeckt. Man drohte ihm, sie wegen des Verstoßes gegen die Apartheidsregeln anzuklagen, was das Ende seiner Karriere bedeuten würde. Zwar war Castle durch seinen diplomatischen Status vor einer Inhaftierung geschützt, aber nicht seine Geliebte. Zur Vermeidung diplomatischer Störungen legte ihm seine Botschaft seine Versetzung ins Auswärtige Amt nach London nahe. Doch er wollte Sarah mitnehmen und sein Freund Carson organisierte mit Schleusern ihren illegalen Grenzübertritt nach Swasiland und von dort nach Lourenço Marques, Hauptstadt der portugiesischen Kolonie Mosambik. Hier erfuhr er von Sarah, dass sie von einem Mitglied der kommunistischen Gruppe schwanger war. Er war sofort bereit, die Vaterschaft zu übernehmen und sie heirateten in London. Carson erwartete als Gegenleistung für seine Fluchthilfe die Weitergabe von Informationen über Südafrika an den russischen Geheimdienst. So wurde er zum Doppelagenten. Später erfährt er, dass Carson wegen seiner Kritik an der Regierung verhaftet wurde und ca. 1976 im Gefängnis, angeblich an Lungenentzündung, gestorben ist.
Die Haupthandlung spielt sieben Jahre nach der Flucht, ca. 1977, in London:
Das Leck in der Abteilung A6 
Der ca. 60-jährige Castle, Chef der aus zwei Personen bestehenden Sicherheitsabteilung A 6 des britischen Außenministeriums (Süd-Ostafrika), ist ein unauffälliger, pünktlich-korrekter Angestellter und wohnt mit Sarah und Sam in einem bescheidenen Haus in der nordwestlich von London gelegenen Stadt Berkhamsted. Er träumt von einem sicheren Ruhestandsleben und lebt in Unruhe, seit in der von Watson geleiteten Sektion 6 eine undichte Stelle entdeckt wurde. Er und sein Assistent Arthur Davis geraten unter Verdacht und werden vom Kontrolleur John Daintry verhört, der dem Geheimdienstchef Sir John Hargreaves und seinem Stellvertreter Dr. Emmanuel Percival berichten muss. Es gibt zwar keine Beweise, aber Davis wird wegen seines Alkoholkonsums, seiner Spielsucht beim Pferderennen und des nicht vorschriftsmäßigen Umgangs mit Geheimdokumenten, die er zum Lesen in die Mittagspause mitnimmt, verdächtigt, der Maulwurf zu sein. Hargreaves warnt, bei einer öffentlichen Anklage könne es zu einer Störung des Vertrauens zum amerikanischen Geheimdienst kommen, und er möchte deshalb die Angelegenheit stillschweigend durch eine Versetzung oder durch eine mit einer Krankheit kombinierten Entlassung lösen. Daintry widersetzt sich solchen Ideen. Für ihn kommt nur eine gerichtliche Untersuchung in Frage. (I. Teil, Kap. 3) Die Vorgesetzten verfolgen allerdings den anderen Weg. Percival ist als Mediziner Spezialist für solche Sachen. Nach seiner Meinung führe in Davis Fall eine Leberzirrhose, ausgelöst durch den krebserregenden Schimmelpilz Aflatoxin, nach einer Woche zum Tod und würde bei einer Obduktion als natürliche Todesursache eines Alkoholikers angesehen werden (III, 1, 1). Percival hat noch keine Erfahrung mit der Dosierung, als er seinem Versuchskaninchen einige Tropfen der gefährlichen Substanz in den Whisky träufelt. Kurze Zeit darauf klagt Davis über Bauchschmerzen, wird von Percival behandelt (III, 6, 1) und stirbt kurz darauf (III, 7, 2). Eine Obduktion offenbart den Leberschaden eines Trinkers.
Doppelagent 
Von Anfang an gibt es im Roman Hinweise dafür, dass Castle der Doppelspion ist. Er fürchtet eine Enttarnung und ist auf eine plötzliche Flucht vorbereitet (I, 2), gelegentlich deutet er unabsichtlich seine politische Überzeugung an, z. B. seine Ablehnung des Vietnamkriegs. Im 5. Kapitel des 3. Teils bestätigen sich diese Andeutungen, als Castle seinen Verbindungsmann Boris aufsucht und ihn bittet, seine Mission zu beenden und ihm zu einem sicheren Zufluchtsort zu verhelfen.
Für die Weiterleitung der Dokumente an den russischen Geheimdienst benutzt Castle nach Anweisung verschiedene Briefkästen, z. B. die Porno-Magazin-Buchhandlung des Halliday-Sohnes in Soho. Während er im gegenüberliegenden seriösen Laden des Vaters Halliday (III, 2, 3) jeweils zwei Exemplare eines Romans zum Chiffrieren und Dechiffrieren kauft, übergibt er ihm den Umschlag mit den Geheimakten zur Weiterleitung an den Sohn. Angeblich handele es sich um eine Liste seiner Bücher, die er zum Verkauf anbietet. (II, 1; V, 1, 1) Später erfährt Castle, dass nicht der Sohn, sondern der Vater, ein überzeugter Kommunist, seine Kontaktperson ist. (V, 3, 5)
Operation Onkel Remus
Auslöser für Castles Ausstiegsversuch ist Hargreaves Anordnung (II, 3), mit Cornelius Muller vom BOSS, der südafrikanischen Spionageorganisation, zusammenzuarbeiten und ihm Einblick in Geheimdienstmaterialien über Guerillas in Afrika, die neuen Machthaber des 1975 unabhängig gewordenen Mosambik und in russische und kubanische Einflussnahmen zu geben. Grund für die neue Zusammenarbeit und den Austausch von Wirtschaftsinfos ist das Interesse Amerikas und Großbritanniens am Zugriff auf Gold-, Diamanten- und Uranminen. In dieser „Operation Onkel Remus“ steht die Realpolitik vor der moralischen Kritik an der Apartheid.
Castle hat Cornelius Muller, den er sogar zur Herstellung persönlicher Kontakte, zum Abendessen in sein Haus einladen muss, in unangenehmer Erinnerung. Er ist Rassist und ein Befürworter der Apartheid und versuchte ihn vor sieben Jahren in Pretoria wegen seiner Affäre mit Sarah unter Druck zu setzen. Jetzt bagatellisiert er die alte Kontroverse und fragt Sarah, ob sie einen fein gewebten Schal aus Lesotho „von ihrem alten Feind“ annehmen würde. Castle sieht diese Kooperation als unmoralisch an und behandelt den Gast distanziert.
Nach Davis Tod beendet Castle seine Berichte an den russischen Geheimdienst, um nicht selbst in Verdacht zu geraten. Seine Frau Sarah ist schon die ganze Zeit beunruhigt, denn sie hat seine Anspannung bemerkt, und rät ihm, seinen Dienst aufzugeben und mit seiner Familie ins Ausland zu gehen. (III, 8, 1)
Ausstieg 
Castle sucht aus zwei Gründen seinen Ausstieg aus der Rolle des Doppelagenten. Einmal befürchtet er nach der offensichtlichen Ermordung Davis seine Enttarnung. Zweitens ist er über seine Rolle als Doppelagent zunehmend deprimiert. Vor allem der Auftrag, mit dem südafrikanischen BOSS-Agenten Muller zusammenarbeiten, bringt ihn in den Konflikt zwischen der Realpolitik seines Landes und der Ethik, für die Menschenrechte der Afrikaner zu kämpfen.
Als sein Kontaktmann Boris seinen Ausstieg abgelehnt, weil man sich von der britisch-amerikanisch-südafrikanischen Zusammenarbeit (Projekt Onkel Remus) neue Einblicke in deren Materialien verspreche, stellt er ihm gegenüber seine Motive klar: Er ist kein Kommunist und möchte in Europa keine kommunistische Regierung, doch in Afrika kämpft er gegen die Apartheid und die Südafrika unterstützenden Regierungen. Er ist vereinsamt und sucht vergeblich jemand, sogar einen Pfarrer, dem er seine Sorgen anvertrauen kann. Schließlich trifft er selbst eine verzweifelte Entscheidung, indem er seinen letzten Bericht, die Abschrift der Aufzeichnungen Mullers über dessen Bonn-Besuch, ohne die bisherigen Sicherheitsmaßnahmen, in seiner Handschrift und nicht chiffriert, über den Buchhändler Halliday weiterleitet. Anschließend offenbart er Sarah, die er bisher schonen wollte, die aber seine Anspannung und deren Ursachen geahnt hat, die Problematik. Zwar hat er bereits zuvor nach seinen Träumen von den „Trümmer[n] seiner Vergangenheit“ mit seiner Frau über seinen Assistenten (III, 8, 2) und über seine Afrika-Zeit gesprochen (IV, 1, 1), doch hat er ihr seine Doppelspionage und die Folgen einer Enttarnung verheimlicht: Da er vom russischen Geheimdienst nur für sich persönlich die Zusage eines sicheren Fluchtortes hat, will er sie und Sam vorerst bei seiner Mutter in Sussex unterbringen. (V, 1, 2)
Enttarnung
Für Hargreaves ist Davis Tötung durch Percival zwar eine unerfreuliche und übereilte Aktion, aber er glaubt den Indizien, die gegen Castles Assistenten sprechen. Nun wird durch Cornelius Muller sein Verdacht auf Castle gelenkt. (V, 2, 2) Dieser hat zwar keine Beweise, beruft sich aber nach seinem Gespräch mit Castle (IV, 1, 2) auf seine Intuition und bedauert, ihm seine Bonn-Aufzeichnungen gegeben zu haben. Castles Freundschaft mit dem Kommunisten Carson, dessen Fluchthilfe, Castles Dankbarkeit und Verpflichtung, seine Liebe zu einer schwarzen Frau und seine grundsätzliche Kritik an der Apartheid sind für ihn starke Hinweise, ihm zu misstrauen. Hargreaves, selbst kein Anhänger der Apartheid und mit guten Erinnerungen an seine schwarze Geliebte während seiner Zeit in den afrikanischen Kolonien, verteidigt zwar seinen Untergebenen und sieht in ihm wegen seines bürgerlichen Lebens kein Sicherheitsrisiko, doch bespricht er sich mit seinem Freund Percival. Sie schicken Oberst Daintry zu Castle. Dieser trifft den angeblich von seiner Frau Verlassenen allein in seinem Haus. Castle ist, nachdem er seine Familie in Sicherheit weiß, in einer grenzwertigen Situation: Er bekommt keinen Kontakt zu seinen Verbindungsleuten, wartet auf seine Verhaftung und legt seine Pistole für den Selbstmord bereit. In seiner Endzeitstimmung äußert er offen seine Meinung und provoziert geradezu seine Enttarnung: Er sagt, Davis sei nicht der Maulwurf und die beiden Chefs hätten keine Alternativen überprüft. Es kämen nämlich von den Sekretärinnen bis zu den afrikanischen Informanten noch andere in Frage. Daintry stimmt ihm zu. Obwohl er aus Castles Worten ein Geständnis heraushört, wird er nicht sofort aktiv und informiert von einem Gasthaus aus telefonisch Percival. Dieser leitet die Fahndung ein.
Flucht
Kurz nach Daintrys Abfahrt kommt der Buchhändler Halliday zu Castle und offenbart ihm, er sei Altkommunist und sein Verbindungsmann und nicht sein Sohn. Er hat den Auftrag, Castle in ein Hotel in der Nähe des Flugplatzes Heathrow zu bringen. Dort wird sein Aussehen verändert, er erhält einen neuen Pass und reist als Sehbehinderter mit einem Blindenstock über Paris, Prag nach Moskau. Hier bringt man ihn in einer kleinen Wohnung unter und gibt ihm eine Arbeit in der Bibliothek bei der Auswahl afrikanischer Literatur für Übersetzungen. Von Boris, den man ebenfalls nach Moskau geholt hat, erfährt er die ihn desillusionierenden Zusammenhänge seiner Spionagetätigkeit. Sie wurde nicht für den Kampf gegen die Apartheid genutzt, sondern seine Berichte dienten einem angeblich für den britischen Geheimdienst arbeitenden Agenten in Moskau dazu, glaubwürdig zu erscheinen: Castles von afrikanischen Informanten stammende Mitteilungen wurden demnach vom Spion in Moskau, vermischt mit Falschmeldungen dem britischen Geheimdienst zugespielt. Dort erkannte man sie als echt und stufte auch die anderen Informationen als vertrauenswürdig ein. Diese Mission wurde mit der angeblichen Enttarnung des erfundenen Agenten und dessen Verurteilung abgeschlossen. Jetzt setzt man Castle als Gegenleitung für das Versprechen, seine Frau nachzuholen, in der offenen Propaganda ein: In einer Pressekonferenz berichtet er über die amerikanisch-britisch-südafrikanische Zusammenarbeit in der Operation Onkel Remus.
Dr. Percival verhindert allerdings die Ausreise Sarahs durch die Blockade bei der Ausstellung eines Passes für Sam, und ohne ihren plötzlich an Keuchhusten erkrankten Sohn will sie nicht fahren. So müssen die beiden widerwillig bei Castles Mutter in Ostsussex bleiben, die ihren Sohn wegen seines Fernsehauftritts als Verräter bezeichnet. Damit erscheint am Ende des Romans die Chance für eine Familienzusammenführung als gering. Beim letzten Telefonat mit ihrem vereinsamten Mann sagt Sarah: „›Maurice verliere bitte nicht die Hoffnung‹, doch während des langen, durch nichts unterbrochenen Schweigens, das folgte, verstand sie: die Leitung nach Moskau war tot.“

## Form
Die Handlung wird traditionell linear chronologisch vorgetragen. Die Vorgeschichte ist meist in die Dialoge der Hauptpersonen integriert. Ein Kompositionsprinzip ist der Wechsel der Perspektiven der beteiligten Personengruppen. Bis zum 5. Teil ist die Handlung entsprechend dem Muster eines Kriminalromans nach dem Prinzip der allmählichen Enthüllung, bzw. Enttarnung aufgebaut und wechselt häufig zwischen den Ermittlern und den Spionen. Dabei stehen der Chef des Geheimdienstes Sir John Hargreaves und sein Stellvertreter Dr. Emmanuel Percival, die sich meist in Hargreaves Landhaus oder in Percivals Reform-Klub treffen, dem Leiter der Afrika-Abteilung Maurice Castle gegenüber. Dieser führt ein Doppelleben: einmal sein abgeschirmtes Privatleben mit Frau Sarah und deren Sohn Sam, zu dem auch sein Assistent Davis gehört. Zweitens seine geheimen Kontakte mit den Verbindungsleuten. Zwischen diesen Fronten steht sein Kontrolleur John Daintry: gesetzestreu führt er seine Ermittlungen, hält sich an den Dienstweg und ist nur von eindeutigen Beweisen überzeugt, privat sympathisiert er mit Castle, kritisiert wie dieser die unmoralischen und illegalen Methoden Percivals, die durch den Chef gedeckt werden, und träumt vom Ruhestand.

## Rezeption
Das Spätwerk Graham Greenes (The Times) wurde in der Presse überwiegend positiv aufgenommen: „präzis, ironisch, mit scharfen Beobachtungen zum heutigen Leben“. Der Roman gehöre zum Besten, was Graham Greene geschrieben hat (The Observer). „Das Werk eines Meisters“ (The Sunday Times)
Im „Spiegel“ wird der Roman als eine „traurige Burleske“ bezeichnet: „Greene, noch nie ein Herold der besten aller Welten, hat in sie den ganzen Pessimismus seines Alters investiert: Trübsinnig wie nie sind seine Spione, die, jeder für sich allein, in »ihren Kästchen leben«, ihren zerrütteten Ehen nachgrübeln, Britanniens großer Zeiten gedenken und im übrigen nicht wissen, was sie tun. […] Desolat wie kaum je eine Greene-Figur geht der gute Verräter Castle, ungetröstet auch von der katholischen Kirche, seinen Weg in Schuld und Verdammnis, bevor er erkennt, wie sinnlos sein Privatkrieg und wie lachhaft seine Rolle als Doppelagent war.“
Leonhard würdigt in der „Zeit“ Greens Werk und erklärt „Weshalb Graham Greene Nobelpreis nicht bekommt“. Obwohl er der am häufigsten nominierte Autor in der Geschichte des Literatur-Nobelpreises war, wurde er nie ausgewählt. Green ist offenbar ein Einzelgänger ohne Lobby, der sich von der Literaturwissenschaft schwer einordnen lässt, ein Mann zwischen allen Stühlen, den einen „zu unmoralisch und ketzerisch“, den anderen, vor allem den Kritikern, „zu unterhaltend“. Nach Leonhard habe Green wie ein großer Reporter ein Gespür dafür, wenn etwas in der Welt in Bewegung komme, wie die Rassentrennung in Südafrika, und wenn Realpolitik und Ethik im Widerspruch zueinander stünden. Auch gebe es im „menschlichen Faktor“ wie in allen Greene-Romanen „das wiederkehrende Leitmotiv von der Schwierigkeit menschlicher Bindungen. Es gibt das rhythmische Stakkato der kurzen Sätze, die sich zu kurzen Abschnitten zusammenfügen, die ihrerseits Kapitel bilden, und das Ganze ist gegliedert in sechs Teile. Ich kenne nach Thomas Mann keinen Schriftsteller, der sein Handwerk so souverän beherrschte wie Graham Greene.“
Wegen des Agentenromanaufbaus, des kolonialen und nachkolonialen Handlungsortes Afrika mit den Machtinteressen der Großmächte und der ethischen Fragestellung ähnelt Greenes Roman Francis Cliffords: „Eine Schwäche für das Leben“. Der Kritiker des „San Francisco Chronicle“ würdigt die „nur mit den besten Werken Graham Greenes vergleichbare Verbindung von Spannungsaktionen mit der ethischen Fragestellung nach der Verantwortung der Protagonisten für sich und andere.“

## Adaptionen
Verfilmung
- 1979: Der menschliche Faktor (The Human Factor) – Regie: Otto Preminger

Deutsche Hörspielfassung
- 1981: Der menschliche Faktor (3 Teile) – Co-Produktion SWF und WDR. Abspieldauer: 180’45 Minuten. Erstsendungen: 26. Mai (Teil 1), 2. Juni (Teil 2) und 9. Juni 1981 (Teil 3)

Bearbeitung und Regie: Bernd Lau. Sprecher: Günter Mack (Erzähler), Dieter Borsche (Maurice Castle), Hannelore Hoger (Sarah Castle), Malte Koerner (Sam Castle), Martin Benrath (Sir John Hargreaves), Herbert Fleischmann (Dr. Percival), Horst Michael Neutze (Oberst Daintry), Matthias Ponnier (Arthur Davis) u. a.